# ریبونوکلئاز پی‌اچ
ریبونوکلئاز PH یا RNase PH یک نوکلئوتیدیل ترانسفراز tRNA است که در آرکی‌ها و باکتری‌ها وجود دارد و در پردازش tRNA دارای نقش است. برخلاف بسیاری از ریبونوکلئازهای که هیدرولیتیک هستند، این نوع آنزیم، فسفورلیتیک (به این معنی که از فسفات معدنی به عنوان واکنش دهنده برای جدا کردن پیوندهای نوکلئوتیدی-نوکلئوتیدی استفاده می‌کند و نوکلئوتیدهای دی فسفات را آزاد می‌کند) به‌شمار می‌رود. ساختار فعال این پروتئین یک کمپلکس هگزامری است که از سه دیمر PH ریبونوکلئاز (RNase) تشکیل شده‌است. RNase PH در بسیاری از ارگانیسم‌های دیگر، ساختارهای همولوگ دارند که به آنها پروتئین‌های RNase PH مانند یا پروتئین‌های شبه ریبونوکلئاز پی‌اچ می‌گویند. بخشی از پروتئین‌های بزرگتر دیگر که دامنه‌ای بسیار شبیه به RNase PH دارند، دامنه ریبونوکلئاز پی‌اچ (RPD) نامیده می‌شود.